# توروکیا تئاتینا
توروکیا تئاتینا (به ایتالیایی: Torrevecchia Teatina) یک کومونه در ایتالیا است که در استان کییتی واقع شده‌است. توروکیا تئاتینا ۱۴٫۶۰ کیلومتر مربع مساحت و ۴٬۰۳۰ نفر جمعیت دارد و ۲۲۰ متر بالاتر از سطح دریا واقع شده‌است.